# متراص (طباعة)
المُتَراصّ هو طابع محرفي بلا ذنابة مكثف صممه فريد لامبرت لشركة Letraset في عام 1963.